# ArenaBowl XVII
Match précédent Match suivant
L'ArenaBowl XVII est joué le 22 juin 2003 au St. Pete Times Forum (anciennement l'Ice Palace) à Tampa, en Floride, devant une salle comble de 20 496 spectateurs. Le Storm de Tampa Bay gagne son cinquième titre à l’ArenaBowl en battant les Rattlers de l'Arizona, 43-29. La victoire a lieu quelques mois à peine après que les Buccaneers de Tampa Bay de la NFL remportent le Super Bowl XXXVII, faisant de Tampa Bay la première région métropolitaine à organiser simultanément des championnats de la NFL et de l'Arena Football League.

## Sommaire du match
L'entraîneur membre du Hall of Fame, Tim Marcum, remporte son septième titre à l'ArenaBowl. Son Storm de Tampa Bay prend l'avance au premier quart-temps et ne l'abandonne jamais.
Le premier quart-temps est assez partagé, mais au début du deuxième, le lineman Kelvin Kinney de Tampa Bay récupère un fumble de Sherdrick Bonner - l’un des quatre fumbles des Rattlers ce jour-là - et court 26 yards pour un touchdown assez controversé. Bien qu'il semble que Kinney lance la balle en l'air lors de la célébration avant de franchir la ligne de but, le touchdown est validé et le Storm prend les devants 20-10. Bien que l'Arizona réplique avec un touchdown de Bo Kelly pour revenir à 20 à 16, le Storm réussit deux passes de touchdown du second quarterback réserviste, le vétéran Pat O'Hara, à Lawrence Samuels, pour tenir les Rattlers à distance. O'Hara, âgé de 34 ans, qui a vaincu le Storm dans l'ArenaBowl XII en tant que quarterback des Predators d'Orlando, n'effectué que 14 passes au cours de l'année mais est contraint à l'action lorsque le titulaire John Kaleo est blessé au deuxième quart-temps. Il court pour un autre touchdown avec 10 minutes à jouer, plaçant Tampa Bay avec une avance de 43-22 et scellant la victoire.
Samuels est nommé MVP et Ironman du match, puisqu'il mène tous les joueurs avec cinq réceptions pour 109 yards et trois touchdowns. Le match est le premier ArenaBowl à être télévisé par NBC, tout comme ABC avait télévisé les cinq précédents. Tous les participants portent des autocollants «FP» sur leurs casques à la mémoire de l'entraîneur-chef des Predators d'Orlando, Fran Papasedero, qui a été tué dans un accident de voiture quelques jours avant le match.

## Évolution du score
| Temps           | Description des actions                                                            | Score TB-AZ | Score TB-AZ |
| --------------- | ---------------------------------------------------------------------------------- | ----------- | ----------- |
| 1er Quart-temps |                                                                                    |             |             |
| 11:02           | FG de 36 yards par Garner                                                          |             | 00-03       |
| 07:43           | TD de 33 yards par Samuels à la suite d'une passe de Kaleo (PAT manqué de Stucker) |             | 06-03       |
| 05:07           | TD de 1 yard à la course par Bonner (PAT de Garner)                                |             | 06-10       |
| 01:24           | TD de 1 yard à la course par Proctor (conversion de 2 pts par Dell pour Saunders)  |             | 14-10       |
| 2e Quart-temps  |                                                                                    |             |             |
| 12:34           | Fumble retourné pour 26 yards par Kinney (PAT manqué de Stucker)                   |             | 20-10       |
| 07:53           | TD de 8 yards à la course par Kelly (PAT manqué de Garner)                         |             | 20-16       |
| 00:00           | FG de 23 yards par Stucker                                                         |             | 23-16       |
| 3e Quart-temps  |                                                                                    |             |             |
| 07:24           | TD de 9 yards par Samuels à la suite d'une passe de O'Hara (PAT de Stucker)        |             | 30-16       |
| 02:38           | TD de 3 yards par Bryant à la suite d'une passe de Bonner (PAT manqué de Garner)   |             | 30-22       |
| 4e Quart-temps  |                                                                                    |             |             |
| 14:54           | TD de 43 yards par Samuels à la suite d'une passe de O'Hara (PAT de Stucker)       |             | 37-22       |
| 10:39           | TD de 3 yards à la course par O'Hara (PAT manqué de Stucker)                       |             | 43-22       |
| 08:02           | TD de 3 yards par Gatewood à la suite d'une passe de Bonner (PAT de Garner)        |             | 43-29       |

## Les équipes en présence
| Joueur           | Position    | Université                   |
| ---------------- | ----------- | ---------------------------- |
| Alvin Ashley     | WR/DB       | Southwestern Minnesota State |
| Mike Black       | K           | Boise State                  |
| Andre Bowden     | FB/LB,LB    | Fayetteville State (NC)      |
| Ernest Certain   | OL/DL       | Florida A&M                  |
| BJ Cohen         | DL          | Marshall                     |
| Gary Compton     | WR/LB       | East Texas State             |
| Darion Conner    | LB          | Jackson St.                  |
| David Cool       | K           | Georgia Southern             |
| Keita Crespina   | SB,DB,WR/DB | Temple                       |
| Clif Dell        | WR          | South Florida                |
| Pete Elezovic    | K           | Michigan                     |
| Ian Howfield     | K           | Tennessee                    |
| John Kaleo       | QB          | Maryland                     |
| Kelvin Kinney    | DE          | Virginia St.                 |
| Steve Kratz      | K           | Kutztown State (PA)          |
| Al Lucas         | DT          | Troy                         |
| Pat O'Hara       | QB          | Southern California          |
| Jonathan Ordway  | DB          | Boston College               |
| Sai Poulivaati   | OL/DL       | Oregon State                 |
| Basil Proctor    | FB/LB,DE,LB | West Virginia                |
| Lawrence Samuels | WR/LB       | Livingston (AL)              |
| David Saunders   | WR/LB       | West Virginia                |
| Corey Sawyer     | DB          | Florida St.                  |
| Omarr Smith      | DB          | San Jose State               |
| Freddie Solomon  | WR          | South Carolina St.           |
| Kenny Stucker    | K           | Ball State                   |
| Hurley Tarver    | WR/DB,CB,DB | Central Oklahoma State       |
| Eric Thomas      | OL          | Florida State                |
| TT Toliver       | WR          | Bethune-Cookman              |
| David White      | LB          | Nebraska                     |
| Rod Williams     | OL/DL       | Florida A&M                  |
| Troy Wilson      | DE          | Pittsburg St.                |
| Nyle Wiren       | DL          | Kansas State                 |

| Joueur            | Position | Université               |
| ----------------- | -------- | ------------------------ |
| Nikia Adderson    | OL/DL    | Houston                  |
| Sebastian Barrie  | DE-DT    | Prairie View             |
| Sherdrick Bonner  | QB       | Cal State-Northridge     |
| Maurice Bryant    | WR       | Houston                  |
| Orshawonte Bryant | WR/DB    | Portland State           |
| Travis Cole       | QB       | Minnesota                |
| Hunkie Cooper     | WR/LB    | Nevada-Las Vegas         |
| Tim Croff         | OL/DL    | Carson-Newman (TN)       |
| Terence Davis     | WR/LB,WR | McNeese State            |
| Wendall Gaines    | TE-DE    | Oklahoma St.             |
| Nelson Garner     | K        | James Madison            |
| Randy Gatewood    | WR/DB    | Nevada-Las Vegas         |
| Lindsay Hassell   | OL/DL    | Utah State               |
| Bryan Henderson   | DL       | Northwest Oklahoma State |
| Chris Hixson      | QB       | Rhode Island             |
| Chris Horn        | WR       | Rocky Mountain           |
| Kelvin Hunter     | DB       | Arizona                  |
| Joe Jackson       | FB/LB    | San Diego State          |
| Bo Kelly          | FB/LB    | East Texas State         |
| Clarence Lawson   | DB       | Utah                     |
| Mike Lawson       | DL,OL/DL | Miami (FL)               |
| Hamin Milligan    | DB       | Houston                  |
| Charlie Morris    | OL       | Temple                   |
| Larry Nixon       | WR/LB    | Sam Houston State        |
| Tom Pace          | WR/LB    | Arizona State            |
| Ricky Parker      | DB       | San Diego St.            |
| John Peaua        | LB       | Nevada                   |
| Mark Ricks        | DS,DB    | Western Michigan         |
| Chris Sailer      | K        | UCLA                     |
| Robert Stewart    | OL/DL    | Alabama                  |
| Will Sullivan     | WR/DB    | Bowling Green            |
| Pete Tramontanas  | OL/DL    | Nevada-Las Vegas         |
| Frank Trentadue   | FB/LB    | Elmhurst College (IL)    |
| Mark Tucker       | G        | USC                      |

## Statistiques par équipe
| Données                   | Arizona | Tampa Bay |
| ------------------------- | ------- | --------- |
| 1er Downs                 | 14      | 15        |
| Yards à la course         | 35      | 17        |
| Yards à la passe          | 162     | 239       |
| Fumbles/Perdu             | 4/4     | 1/1       |
| Yards en retour de Fumble | 0       | 26        |
| Pénalités/Yards           | 6/53    | 8/73      |
| Temps de possession       | 32:15   | 27.45     |
| Conversion de 3e Down     | 2/8     | 5/8       |
| Conversion de 4e Down     | 0/2     | 0/1       |